# Bjeljajci
Bjeljajci (cyr. Бјељајци) – wieś w Bośni i Hercegowinie, w Republice Serbskiej, w gminie Višegrad. W 2013 roku liczyła 12 mieszkańców.